# Інженерно-хімічний факультет НТУУ «КПІ»
Інженерно-хімічний факультет (ІХФ чи Хім.маш.)є структурною одиницею Національного Технічного Університету України «Київський Політехнічний Інститут», та здійснює набір для підготовки бакалаврів, спеціалістів та магістрів. Був створений в 1938 році у зв'язку із розвитком хімічної та целюлозно-паперової промисловості, промисловості будівельних матеріалів, а також завдяки розширенню наукових досліджень у напрямку тепломасопереносу, створенню нових технологій і устаткування.

## Історія

### Довоєнний період
У 30-х роках минулого століття, в зв'язку з індустріалізацією, виникла потреба в нових будівельних та конструкційних матеріалах, і як наслідок — у створенні машин як для існуючих так і для нових хімічних технологій. Вирішувати ці потреби необхідно було комплексно й на сучасному технічному рівні.
Подолати цей комплекс проблем без розвинутого машинобудування було б неможливо. В 1928 році у складі хіміко-технологічного факультету КПІ було створено кафедру хімічного машинобудування, а в 1931 році — відкрито вечірнє відділення спеціальності «Хімічне машинобудування» під керівництвом доцента О. С. Плигунова — у подальшому багаторічного ректора КПІ, професора. Зважаючи на потреби господарства, в 1938 році було засновано факультет хімічного машинобудування та ливарної справи. Деканом факультету призначили чл.-кор АН УРСР, проф. В. С. Васильєва. До складу новоствореного факультету, окрім кафедри хімічного машинобудування, увійшли кафедри: загальної хімічної технології і гідравліки, насосів та компресорів, технології металів та металознавства, ливарного виробництва, графіки, техніки безпеки. Сьогодні ці кафедри входять до складу інших факультетів.
Перший випуск інженерів-механіків на факультеті відбувся в 1935 році і нараховував 16 осіб, а в 1940 році — 98 осіб.
З початком Великої Вітчизняної війни частина студентів і викладачів їде на фронт, а інститут евакуюється до м. Ташкент. Після повернення КПІ до Києва в 1944 році, підготовка фахівців кафедри хімічного машинобудування ведеться у складі механічного факультету. У 1954 році в КПІ відтворюється факультет хімічного машинобудування, до нього приєднується кафедра силікатів.
У повоєнні роки здійснювалася напружена самовіддана робота з оновлення та створення матеріальної бази, формування кадрового викладацького складу і навчально-допоміжного персоналу. Велику роль у цьому відіграли недавні фронтовики-студенти і викладачі. Деканами були великі ентузіасти своєї справи доценти Г. М. Костенко, В. Ф. Дубовицький — колишній ректор Куйбишевського інженерно-будівельного університету.

### Післявоенний період
З 1961 по 1980 рік факультет очолював досвідчений, висококваліфікований інженер-виробничник, у подальшому професор Д. Д. Рябінін. Було створено Спеціалізовану вчену раду із захисту дисертацій, на якій успішно захищено понад 50 кандидатських дисертацій аспірантами, працівниками КПІ та інших організацій.
У 1978 р. з ініціативи ректора КПІ проф. Г. І. Денисенка, за участю міністерств хімічного і нафтового машинобудування та активною участю колективу факультету було збудовано новий корпус № 19 площею понад 5 тис. м 2 . У будівництві корпусу взяли активну участь доценти Б. Б. Булгаков, В. В. Гончаренко, А. І. Кубрак, М. З. Кваско, С. В. Сидоренко, В. В. Доброногов, Я. М. Корнієнко, ст. викл. П. Г. Глаз та інші викладачі, співробітники та студенти.

## Навчальні підрозділи
Факультет здійснює підготовку фахівців у галузі машинобудування, ресурсозбереження, екології та комп'ютерно-інтегрованих технологій, які здатні проектувати, досліджувати та експлуатувати технологічні процеси, обладнання та системи керування на хімічних і нафтопереробних виробництвах, підприємствах будівельних матеріалів, целюлозно-паперових виробництвах, підприємствах з переробки полімерів, установах охорони навколишнього середовища.
Випускники факультету працюють керівниками проектних розробок та провідними спеціалістами з експлуатації технологічних процесів, обладнання, систем автоматизованого керування та програмних засобів на підприємствах різних форм власності.
Факультет складається з 4 кафедр:
- Кафедра автоматизації хімічних виробництв (АХВ) http://ahv.kpi.ua [Архівовано 9 травня 2022 у Wayback Machine.]
- Кафедра хімічного, полімерного та силікатного машинобудування (ХПСМ) http://cpsm.kpi.ua [Архівовано 9 травня 2022 у Wayback Machine.]
- Кафедра машин та апаратів хімічних і нафтопереробних виробництв (МАХНВ) http://ci.kpi.ua [Архівовано 3 травня 2015 у Wayback Machine.]
- Кафедра екології та технології рослинних полімерів (Е та ТРП)

### Кафедра автоматизації хімічних виробництв (АХВ)
Напрям підготовки: 6.050202 «Автоматизація та комп'ютерно-інтегровані технології»
Спеціальність: 7.05020201, 8.05020201 «Автоматизоване управління технологічними процесами»
Кафедра займається підготовкою фахівців, які здатні розробляти, проектувати, та експлуатувати комп'ютерні системи керування різних процесів.
Фахівець, що пройшов процес навчання за програмою кафедри АХВ, отримує ґрунтовні знання з:
- автоматичного керування;
- програмування;
- інтелектуальних технологій обробки даних;
- прийняття рішень;
- технічних засобів автоматизації;
- моделювання систем.

### Кафедра хімічного, полімерного та силікатного машинобудування (ХПСМ)
Напрям підготовки: 6.050503 «Машинобудування»
Спеціальність: 7.05050315, 8.05050315 «Обладнання хімічних виробництв і підприємств
будівельних матеріалів»
Напрям підготовки: 6.050502 «Інженерна механіка»
Спеціальність: 7.05050206, 8.05050206 «Машини і технології пакування»
Кафедра займається підготовкою висококваліфікованих фахівців, які вправно володіють сучасними системами інженерного моделювання та програмування, комп'ютерної графіки, систем автоматизованого проектування.
На кафедрі ХПСМ готують спеціалістів, здатних розробляти та вдосконалювати:
- обладнання з переробки пластмас, будівельних матеріалів та виробів;
- засоби ресурсо- та енергозбереження;
- обладнання для виготовлення упаковки.

Студенти, які навчаються на кафедрі ХПСМ, одержують фундаментальну підготовку з математики, фізики, хімії, опору матеріалів, вивчають теорію конструкційних матеріалів, програмують засобами Fortran а також набувають навичок в роботі з механотронними системами . На 4-5 курсах вивчають спеціальні дисципліни з питань проектування, конструювання та виготовлення складного технологічного обладнання, зокрема проектування та розрахунок в системах APROCKS(розробка кафедри) SolidWorks, VESNA. Всі студенти отримують знання в галузі економіки, права, логіки, менеджменту та маркетингу. Наявність сучасної науково — технічної бази, дає змогу, вести навчальний процес в умовах, максимально наближених до виробництва, а також забезпечує проведення важливих науково-дослідних робіт. У проведенні досліджень беруть участь і студенти. На кафедрі є власна бібліотека, де можна отримати навчально-методичну та науково-технічну літературу.

### Кафедра машин та апаратів хімічних і нафтопереробних виробництв (МАХНВ)
Напрям підготовки: 6.050503 «Машинобудування»
Спеціальність: 7.05050315, 8.05050315 «Обладнання хімічних виробництв і підприємств
будівельних матеріалів»
Спеціальність: 7.05050303, 8.05050303 «Обладнання лісового комплексу»
Кафедра машин та апаратів хімічних виробництв (з 1997 року — кафедра машин та апаратів хімічних і нафтопереробних виробництв — МАХНВ) була заснована ще у 1928 році, а у 2008 році відзначила свій 80-річний ювілей.
За роки свого існування у складі КПІ кафедрою підготовлено близько 100 докторів та кандидатів наук і більш ніж 4 000 висококваліфікованих інженерів, в тому числі для Угорщини, Чехії, Німеччини, Алжиру.
Серед випускників кафедри багато керівників промислових підприємств, проектних організацій, науково-дослідних інститутів.
Випускники кафедри успішно працюють менеджерами підприємств різних форм власності що проектують та експлуатують обладнання хімічної, машинобудівної, нафтохімічної, фармацевтичної, целюлозно-паперової галузей промисловості та лісового комплексу; спеціалістами в організаціях, що здійснюють моніторинг попиту продукції нафтогазової галузі, екологічного стану довкілля, нагляд за проектуванням, виробництвом, впровадженням та експлуатацією біотехнологічного обладнання, реалізацією картонно-паперових виробів.

### Кафедра екології та технології рослинних полімерів (Е та ТРП)
Напрям підготовки: 6.040106 «Екологія, охорона навколишнього середовища та збалансоване природокористування»
Спеціальність: 7.04010601, 8.04010601 «Екологія та охорона навколишнього середовища»
Стан довкілля з кожним роком погіршується, загрожуючи людству локальними та глобальними кризами, а запаси природних ресурсів щорічно зменшуються, вимагаючи від людини їх раціонального та ощадливого використання. І чи не найважливішим фактором вирішення екологічних та ресурсних проблем є наявність у даній галузі висококваліфікованих працівників — професіоналів своєї справи.
В процесі навчання студенти набувають спеціальних знань з таких дисциплін: управління природоохоронною діяльністю, екологічна експертиза, екологічний аудит, математичне моделювання в охороні навколишнього середовища, моніторинг навколишнього природного середовища, біологія, гідрологія та геологія, загальна екологія, економіка природокористування, радіоекологія, аналіз природних та стічних вод, технології очищення води та водопідготовка, проектування систем водокористування, утилізація та рекуперація відходів та інші.
Напрям підготовки: 6.051301 «Хімічна технологія»
Спеціальність: 7.05130110, 8.05130110 «Хімічні технології переробки деревини та рослинної сировини»
Вказана спеціальність була заснована в Київському політехнічному інституті в 1898 році, а кафедра є єдиною в Україні, котра здійснює підготовку спеціалістів в галузі комплексного використання деревини, виробництва та перероблення целюлози, деревної маси, паперу та картону. Планується також підготовка фахівців з виробництва деревоволокнистих плит та пластиків.
Студенти, що навчаються за даною спеціальністю, окрім загальноосвітніх та інженерних дисциплін вивчають хімію та технологію виробництва і переробки найбільш розповсюджених і доступних природних полімерів, котрі постійно відновлюються в природі у значних масштабах і привертають до себе увагу дослідників та технологів.

## Життя студентів
В НТУУ «КПІ» працює широка мережа організацій, які представляють інтереси студентів, організують їх дозвілля, науковий пошук, захист громадських інтересів, основні з них: Студентська рада та ПрофБюро. Також всі студенти НТУУ «КПІ» мають змогу покращувати здоров'я та імунітет в оздоровчих підрозділах НТУУ «КПІ» таких як: ОК «МАЯК» смт. Лазурне, СОТ «Політехнік» с. Глібовка.
Студенти ІХФ мають змогу змагатись за отримання гранту TEMPO, а також є учасниками та переможцями багатьох всеукраїнських та міжнародних змагань. Наприклад всеукраїнська олімпіада «Механотроніка в машинобудуванні», чи «Європейські інженерні змагання».
На факультеті проходить щорічний конкурс «Міс ІХФ» та «Містер ІХФ». Завжди голосно святкуються День факультету і Здача сесії. Також факультет не відстає від інших по спортивному напрямку. Студентами факультету є відомі армреслери України, а команда ІХФ з футзалу вважається однією з най сильніших команд в університеті.